# Moreauville
Moreauville és una població dels Estats Units a l'estat de Louisiana. Segons el cens del 2000 tenia 922 habitants.

## Demografia
Segons el cens del 2000, Moreauville tenia 922 habitants, 373 habitatges, i 243 famílies. La densitat de població era de 117,5 habitants/km².
Dels 373 habitatges en un 33,2% hi vivien nens de menys de 18 anys, en un 49,1% hi vivien parelles casades, en un 12,9% dones solteres, i en un 34,6% no eren unitats familiars. En el 31,9% dels habitatges hi vivien persones soles el 20,1% de les quals corresponia a persones de 65 anys o més que vivien soles. El nombre mitjà de persones vivint en cada habitatge era de 2,46 i el nombre mitjà de persones que vivien en cada família era de 3,14.
Per edats la població es repartia de la següent manera: un 27,4% tenia menys de 18 anys, un 7,9% entre 18 i 24, un 25,5% entre 25 i 44, un 20,2% de 45 a 60 i un 19% 65 anys o més.
L'edat mediana era de 37 anys. Per cada 100 dones de 18 o més anys hi havia 81,8 homes.
La renda mediana per habitatge era de 28.942 $ i la renda mediana per família de 36.696 $. Els homes tenien una renda mediana de 25.500 $ mentre que les dones 16.406 $. La renda per capita de la població era de 12.078 $. Entorn de l'11,7% de les famílies i el 17,2% de la població estaven per davall del llindar de pobresa.

## Poblacions més properes
El següent diagrama mostra les poblacions més properes.